# 麗水埠頭駅
麗水埠頭駅（れいすいふとうえき、ヨスブドゥえき）は、現在の大韓民国全羅南道麗水市にあった全羅線の駅である。

## 歴史
- 1943年12月1日：開業[1]。
- 1945年8月15日：廃止。